# Лейрангер
Лейрангер (норв. Leiranger) — бывшая коммуна в фюльке Нурланн, Норвегия. Административным центром являлась маленькая деревня Лейнес.
Лейрангер был отделён от Стейгена 1 сентября 1900 год. Население новой коммуны составляло 1 117 человек.
1 января 1964 года коммуна вновь была присоединена к Стейгену. На тот момент население Лейрангера составляло 1 397 человек.